# CA Boca Juniors (futsal)
Club Atlético Boca Juniors de Futsal – argentyński klub futsalowy z siedzibą w mieście Buenos Aires, obecnie występuje w najwyższej klasie rozgrywkowej Argentyny. Jest sekcją futsalu klubu sportowego CA Boca Juniors.

## Sukcesy
- finalista Copa Libertadores de Futsal (1): 2014
- Mistrzostwo Argentyny (12): 1992, 1993, Clausura 1997, Apertura 1998, Clausura 2003, Clausura 2011, Apertura 2012, Apertura 2013, Clausura 2013, Apertura 2014, Clausura 2014, Campeonato 2017
- Puchar Argentyny (5): 2012, 2013, 2014, 2015, 2017
- Copa Álvaro Castro (3): 2011, 2013, 2014
- Copa Benito Pujol (2): 1993, 1998
- Supercopa de Futsal AFA (2): 2018, 2019
- finalista Copa Argentina de Futsal (1): 2015